# Душа (песен)
Песента „Душа“ е композиция на Митко Щерев по текст на поета Калин Донков. Включена е в албума „Диана Експрес III“ на едноименната българска хардрок група „Диана експрес“ от 1980 година.
Песента бързо придобива популярност и още през същата година печели първа награда на телевизионния конкурс „Мелодия на годината“. Друг особен момент в историята на „Душа“ е записът на Георги Станчев на италиански език, реализиран в Белгия без позволението на композитора.

## Изпълнители
- Георги Станчев – вокал
- Максим Горанов – соло китара
- Митко Щерев – клавир
- Цветан Банов – ударни
- Живко Топалов – бас китара